# Heavy heads
Heavy heads er en dansk animationsfilm fra 2010 med instruktion og manuskript af Helena Frank.

## Handling
I et gråt køkken med en dryppende vandhane forfører Monika en stueflue, da en fremmed pludselig overrasker hende ved at gå ind ad den forkerte dør.